# 奴留湯融泉
奴留湯 融泉/怒留湯 融泉（ぬるゆ ゆうせん、生没年不詳）は、大友氏に仕えた筑前国・豊後国の戦国武将である。名は鎮氏とも。通称主水正、長門守。
子に奴留湯鑑貞（主殿助）。

## 概要
奴留湯氏（怒留湯とも表記）は大分県を発祥とする一族である。熊本県の最北東部で大分との県境に位置する小国町に奴留湯温泉が存在しており、この地に由来していると考えられている。
生涯に関してはほとんど謎に包まれているが、大友宗麟配下の武将として、大内氏滅亡後の北九州を巡る大友氏と毛利氏との争いの中でその名がみられる。

## 生涯
初名は奴留湯直方、のち鎮氏。1560年頃に出家し、以後は融泉と号する。詳細な事跡は伝わっていないが、最初は永禄年間、豊前門司城主を務めて、大友軍の一員として毛利氏と数度門司城の戦いで抗戦して、結局門司城を奪われ城主の座を失った。のち立花山城麓の農村、三苫・香椎の代官を務めていたという。永禄3年（1560年）8月16日〜19日、筑前の豪族宗像氏貞に対して許斐山城、白山城、蔦ヶ嶽城に数度の侵攻を参戦した。
筑前立花山城主の立花鑑載は天文19年（1550年）の二階崩れの変の後、父立花鑑光を殺害されたことを恨み、永禄7年（1564年）、大友義鎮に対し謀叛を起こす。この反乱はすぐに鎮圧され、鑑載は許された。融泉はこの後鑑載の監視役として派遣され、立花山西部に位置する標高314 m白岳に館を構えたとされる。
立花鑑載の謀叛の理由として、かつて北九州を支配していた大内氏が毛利氏によって滅亡した事で、その遺領を巡って大友氏と毛利氏との間で激しい勢力争いが繰り広げられるなか、秋月氏をはじめ、原田氏・宗像氏・筑紫氏といった諸豪族は、両者の調略を受けて度々寝返りや反乱を起こす風潮にあり、鑑載もそれに乗ったとされる。
宝満山城督・高橋鑑種は大友氏の重臣であるにも拘わらず、1562年の時点で毛利氏に寝返っており、近隣の諸豪族の寝返り工作を行っていた。その事実が大友氏によって判明すると、水面下で接触していた秋月種実や龍造寺隆信に連絡し、永禄10年（1567年）に挙兵。筑紫惟門ら諸豪族も次々と毛利方につき、大友に叛旗を翻した。
9月5日反乱した国人のひとり・宗像氏貞は立花山城を攻撃するために出陣した。かつて大友家を裏切った鑑載のことを、氏貞は進軍によって毛利方に寝返るものと考えていた。しかし、この時の鑑載はあくまで大友方に付き続けた。
城下一帯の地理を把握していた融泉は、すぐさま鑑載に連絡し出撃した。
宗像方は、二手に分かれて陸と海からの挟み撃ちを画策する。陸上では一門格の許斐氏備（このみ うじつら）が総大将を務め、海上からは宗像水軍が新宮湊からの上陸を目指していた。宗像から南下してきた許斐勢を牽制すべく、鑑載は莚内に、融泉は庄に陣取り、団之原（旦之原）で激突した。突然の遭遇戦に驚いた許斐勢は動揺を隠しきれず、約100名の損害を出して宗像へと敗走した。
許斐勢に更なる損害を与えるべきだが、融泉は西から宗像水軍が上陸してくることを考慮し、立花勢は急ぎ立花山城に戻って敵の出方を伺う事になった。
9月8日、許斐勢が敗走したことを知らない水軍は新宮湊に上陸し、下和白を経由して上和白の大神神社に陣を構えた。
敵兵を察知した融泉は、すぐさま手勢を率いて山を駆け下って宗像勢と対峙し、兵を整えて激突した。午後2時から数時間の戦いで双方おおよそ200名程度の死傷者を出し、双方数百mを境に睨み合いが続いた。しかし許斐勢がいないことに気づき、敵の援軍を恐れた宗像水軍は不利を察して、大神神社や近くの民家に放火しながら夜陰に紛れて船で宗像へと撤退した。
毛利方の宗像軍を撃退し、筑前の要衝・立花山城を無事防衛したことで武名をあげた融泉であったが、翌年永禄11年（1568年）に毛利元就の調略を受けた毛利勢の侵攻に呼応して立花鑑載らが再び叛旗を翻しした。奇襲を受けた融泉は敗れるも、逃げきって主君・大友義鎮に立花謀叛の報告をした。
激怒した義鎮は、戸次鑑連、吉弘鎮信、臼杵鑑速らを攻撃に差し向け、城を攻囲させた。4月から7月にわたって、鑑載は安武民部と毛利軍の清水宗知、筑前国人原田親種、高橋家臣衛藤尾張守らと共に防戦したが、家臣の野田右衛門大夫が戸次鑑連の調略を受けて裏切り、4日に落城した。
鑑載は23日に自決したとも、野田右衛門大夫が彼の行跡を大友軍に知らせて、竃門勘解由允鎮意に斬られて首だけ豊後に送られたとも、投降したが二度の謀叛を許されずに処刑されたとも伝わる。
一方鑑種は永禄12年（1569年）に尼子義久の家臣・山中幸盛が出雲国に攻め込んだために、毛利軍が九州から撤退し、後ろ盾を失った鑑種は進退窮まり大友義鎮に降り、助命されるが、高橋家の家督は剥奪された。
宗像氏ら諸豪族は揃って降伏して大友配下に収まった。
子の鑑貞は立花山城の落城後、短期間に立花山城督となったが、融泉の1568年以降の消息は不明である。

## 参考資料
阿蘇品保夫、種元勝弘編 『戦国大名家臣団事典 西国編』 新人物往来社、1981年
]